# Günther Wiedemann
Günther Wiedemann, auch Günter Wiedemann (* 9. Oktober 1920 in Erfurt; † 22. Januar 2014) war ein deutscher Arzt sowie Politiker der DDR-Blockpartei LDPD.

## Leben
Wiedemann wurde als zweites Kind des Akademikers, Studienrats und Politikers Hans Wiedemann und dessen Ehefrau Helene, geb. Geussenhainer, geboren. Er besuchte vier Jahre lang eine Volksschule und acht Jahre eine Oberrealschule bzw. Oberschule in Erfurt. Nach zwölfjährigem Schulbesuch legte er am 26. Februar 1939 an der Humboldtschule – der Städtischen Oberschule für Jungen bzw. der „ehemaligen Oberrealschule mit Reformrealgymnasium“ – die Reifeprüfung ab.

### Studium
Nach dem Abitur studierte er von 1940 bis 1945 Medizin, zunächst an der Universität Berlin bis zur Ablegung der ärztlichen Vorprüfung. Der klinische Teil des Studiums erfolgte abschließend vor allem in Breslau.

### Sanitätsoffiziersanwärter
An der Universität Breslau setzte er das Medizinstudium als Angehöriger der Militärärztlichen Akademie fort. Die Militärärztliche Akademie hatte ihren Sitz in Berlin in der Scharnhorststraße 55 und diente als wissenschaftliches „Institut“ u. a. der Nachwuchsförderung und „zur Unterbringung von Fahnenjunkern im Sanitätskorps“. Der Nachwuchs für die Sanitätsoffiziere kam aus „Freiwilligen mit Hochschulreife, die als Fahnenjunker im „Sanitätskorps eingestellt“ wurden und „Medizin“ studier(t)en oder studieren woll(t)en“ – wie Wiedemann.
Die Militärärztliche Akademie stand während Wiedemanns Medizinstudium unter Leitung zunächst von Generalarzt Richard Hamann bis 1. August 1944 und danach unter Walther Asal bis 1. März 1945.
Die Militärärztliche Akademie wurde 1944 kriegsbedingt von Berlin nach Breslau ausgelagert.

### Militärärztlicher Ausbildungsweg vor 1945
Als Sanitätsoffiziersanwärter hatte Wiedemann eine „sechsmonatige Ausbildung mit der Waffe bei einem Infanterietruppenteil“ zu durchlaufen, bis er als „Fahnenjunker“ mit dem Dienstgrad „Gefreiter in der Militärärztlichen Akademie in Berlin“ untergebracht wurde. Die Offiziersanwärter wurden entsprechend ihrem Dienstgrad besoldet, mussten „aber die Kosten des Studiums an der Universität Berlin selbst tragen.“ Die Beförderung zum Unteroffizier erfolgte in der Regel nach einer zehnmonatigen Dienstzeit zum „Fähnrich im Sanitätskorps nach der ärztlichen Vorprüfung“ und zum „Unterarzt“ nach der Staatsprüfung sowie zum „Assistenzarzt“ nach der „Bestallung.“

### Staatsexamen
Am 23. März 1945 legte Wiedemann das medizinische Staatsexamen in Hamburg mit der Benotung „Sehr gut“ ab. Als Staatsexamensort wurde die Universität Hamburg befohlen, nachdem Breslau kriegsbedingt verlassen und die Sanitätsersatzabteilung 4 in der sächsische Stadt Eilenburg erreicht wurde. Wiedemann gelangte mit weiteren Teilnehmenden des 24. Sanitäts-Ergänzungsjahrganges unter Zurücklassung von Gepäck in Schlesien und aller an der Universität Breslau befindlichen Studienunterlagen dorthin. Die militärische Ernennung zum Unterarzt erfolgte in der Regel nach bestandener ärztlicher Prüfung und „Bestallung“ als Arzt. Auf den Schulterklappen der Wehrmachtsuniform war ein gotisches „A“ für die „Militärärztliche Akademie“ angebracht. Der 24. Sanitäts-Ergänzungsjahrgang wurde im April 1945 aufgelöst. Im Zivilleben galt die Ernennung zum Unterarzt als Assistenzarzt.

### Promotion in Leipzig
Er promovierte 1945 an der Medizinischen Fakultät der Universität Leipzig unter Professor Wilhelm Rieder zum Dr. med. Das Thema seiner Dissertation lautete: Beobachtungen zur Wirkung der Sympathektomie bei Endangiitis obliterans.
Vom „Thüringischen Landesamt für Volksbildung“ in Weimar unter Leitung von Landesdirektor Walter Wolf bekam er 1945 in der SBZ die Zulassung, die damals sogenannte Bestallung, als Arzt.
Dementsprechend bezeichnete sich Wiedemann als Assistenzarzt in seinem offiziellen Lebenslauf für den Zeitraum von 1945 bis 1952.

### Arzt in der SBZ und DDR
Danach wirkte er in Arnstadt in der SBZ als Hautarzt und wurde in der DDR leitender Arzt der Abteilung für Hautkrankheiten an der Kreispoliklinik Arnstadt. Ihm wurde der Titel Medizinalrat verliehen.

## Politik
Nach dem Zweiten Weltkrieg trat er der in der Sowjetischen Besatzungszone neugegründeten LDPD bei. Er gehörte als Mitglied dem Zentralvorstand der LDPD an. In vier Wahlperioden war Wiedemann von 1967 bis 1986 Mitglied der LDPD-Fraktion in der Volkskammer und Mitglied des Ausschusses für Gesundheitswesen.

## Familie
Er war seit 21. Mai 1946 mit der Tochter des Pfarrers an der Barfüßerkirchengemeinde in Erfurt Adam Ritzhaupt verheiratet.
Aus seiner Ehe mit Katharina Barbara Dorothea Wiedemann (1922–2015) gingen sechs Kinder hervor. Dorle Wiedemann, geborene Ritzhaupt, war eine Jugendfreundin der späteren Orientalistin Annemarie Schimmel. Dorothea Wiedemann starb im Alter von 93 Jahren und wurde nahezu so alt wie ihr Vater bzw. Wiedemanns Schwiegervater, der Pfarrer Adam Ritzhaupt. Sie hatte einst formuliert: 
Brauchst mehr nicht Mensch zu sein, in Gottes Licht geh ein.
Ein Funke nur – doch bleibt die Spur.
Dorothea Wiedemann wurde am 19. September 2015 in Erfurt kirchlich bestattet. 
Der Sohn Wolfram promovierte und arbeitete nach der Wiedervereinigung in der dem sächsischen Lebensmittelministerium unterstellten Sächsischen Landesanstalt für Landwirtschaft im Fachbereich Pflanzliche Erzeugung. Einer seiner Schwiegersöhne, Martin Warmuth, wurde im Jahre 2018 mit dem Bundesverdienstkreuz am Bande vor allem für sein Engagement in der Verbesserung des Lebens von Menschen mit Behinderungen ausgezeichnet.
Wiedemanns Schwager war der Fischereibiologe Hermann Ritzhaupt (1920–1991).
Wiedemanns Vater wurde 1945 stellvertretender Direktor der Lehrerbildungsanstalt in Erfurt, ab 1947 wurde er Direktor der Goethe-Schule in Erfurt und der Lessing-Oberschule ebenda. Danach wurde Hans Wiedemann ab 26. März 1953 Oberbürgermeister in Weimar als Mitglied der Ost-CDU.

## Auszeichnungen
- 1970: Hufeland-Medaille in Gold[20]
- 1976: Vaterländischer Verdienstorden in Bronze[21]